# Bundesverband für Kindertagespflege
Der Bundesverband für Kindertagespflege (BVKTP) ist der 1978 gegründete Dach- und Fachverband für die Kindertagespflege in Deutschland. Seine Mitglieder sind Landesverbände und Fachdienste sowie Einzelmitglieder, die im Bereich der Kindertagespflege tätig sind. Der Fachverband kooperiert mit Bundes-, Landes- und Kommunalbehörden, freien und öffentlichen Jugendhilfeträgern sowie mit Bildungseinrichtungen, die auf die qualitative Weiterentwicklung der Kindertagespflege einwirken.
Seit seiner Gründung im Jahr 1978 hat der Bundesverband für Kindertagespflege e.V. Entwicklungen in der Kindertagespflege mit vorangebracht, z. B. in der Qualitätsentwicklung in der Kindertagespflege, die Qualifizierungsanforderungen für Tagespflegepersonen sowie die Diskussion um die Professionalisierung, Verberuflichung und die leistungsgerechte Bezahlung.

## Auftrag und Organisation
Der Bundesverband setzt sich für die Umsetzung der Rechte von Kindern auf Bildung, Erziehung und Betreuung in der Kindertagespflege ein.
Die Arbeit basiert auf der Grundlage des achten Sozialgesetzbuches  (SGB VIII) und dem Grundsatz der Gleichrangigkeit von Kindertagespflege und Kindertagesbetreuungseinrichtungen.
Der Bundesverband wird von einem ehrenamtlich tätigen Vorstandgeführt.
Die hauptamtlichen Mitarbeiter sind in der Geschäftsstelle in Berlin tätig. Der Bundesverband wird vom Bundesministerium für Familie, Senioren, Frauen und Jugend finanziell gefördert.